# Celles que fiers nous saluons
Pour plus de détails, voir Fiche technique et Distribution.
Celles que fiers nous saluons (So Proudly We Hail !) est un film américain en noir et blanc réalisé par Mark Sandrich, sorti en 1943.

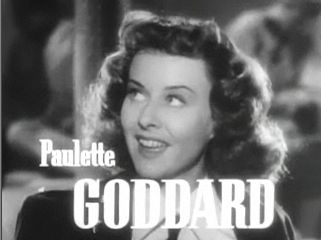
Paulette Goddard.

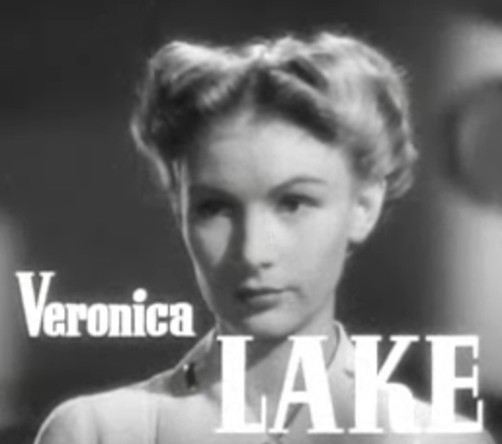
Veronica Lake.

Ce film narre l'histoire d'un groupe d'infirmières militaires lors de l'invasion japonaise aux Philippines. Le récit est basé sur les mémoires de Juanita Hipps qui servit à Bataan et Corregidor auprès des soldats américains et philippins soumis à la marche de la mort de Bataan. C'est l'un des premiers films de guerre américains qui décrit de manière spécifique le sort et le déploiement des femmes militaires.

## Synopsis
En décembre 1941, un groupe de huit infirmières américaines inexpérimentées, dirigé par le lieutenant Janet « Davy » Davidson (Claudette Colbert), quitte les États-Unis pour aller servir à Hawaï. Après l'attaque de Pearl Harbor, elles sont envoyés dans les zones de combat aux Philippines. Au prix de grands sacrifices humains, les infirmières atteignent finalement Bataan, où elles soignent les blessés de la bataille contre les Japonais. Après la défaite des Alliés à Bataan, seules quelques survivantes rentreront aux États-Unis. Le lieutenant Davidson est au nombre des victimes. 

## Fiche technique
- Titre français : Celles que fiers nous saluons
- Titre belge : Les Anges de miséricorde
- Titre original : So Proudly We Hail !
- Réalisation : Mark Sandrich,
- Scénario : Allan Scott et Lt. Eunice Hatchitt (contribution à l'histoire) (non crédité)
- Musique : Miklós Rózsa
- Direction artistique : Hans Dreier et A. Earl Hedrick
- Costumes : LeVaughn Larson (femmes) (non crédité) et Pat Williams hommes (non crédité)
- Effets spéciaux : Gordon Jennings
- Photographie : Charles Lang
- Montage : Ellsworth Hoagland
- Producteurs : Mark Sandrich et Buddy DeSylva
- Société de production et de distribution : Paramount Pictures
- Pays de production :  États-Unis
- Langue : anglais américain
- Format : noir et blanc — 35 mm — 1,37:1 — son : mono (Western Electric Mirrophonic Recording)
- Genre : rrame de guerre
- Durée : 126 minutes
- Dates de sortie : 
  - États-Unis : 9 septembre 1943 (New York)
  - France : 28 février 1945
  - Belgique : 30 mai 1945

## Distribution
- Claudette Colbert : le lieutenant Janet « Davey » Davidson
- Paulette Goddard : le lieutenant Joan O'Doul
- Veronica Lake : le lieutenant Olivia d'Arcy
- George Reeves : le lieutenant John Sumners
- Barbara Britton : le lieutenant Rosemary Larson
- Walter Abel : l'aumônier
- Sonny Tufts : le soldat Walachek, dit « Kansas »
- Mary Servoss : le capitaine « Ma » McGregor
- Ted Hecht : le docteur Jose Hardin
- Mary Treen : le lieutenant Sadie Schwartz
- Kitty Kelly : le lieutenant Ethel Armstrong
- Ann Doran : le lieutenant Betty Peterson
- Dorothy Adams : le lieutenant Irma Emerson
- Jean Willes : le lieutenant Carol Johnson

Acteurs non crédités
- Yvonne De Carlo : une femme
- Byron Foulger : M. Larson
- Bill Goodwin : le capitaine O'Rourke
- Elsa Janssen : Mme Larson
- Hank Worden : un soldat
- Will Wright : le colonel Clark

## Autour du film
- Veronica Lake, qui incarne dans le film le lieutenant Olivia D'Arcy, était célèbre pour ses longs cheveux avec une mèche cachant presque un œil. Conformément aux règlements de l'armée, elle a dû changer de coiffure pour le film. Elle n'a relâché ses longs cheveux qu'une seule fois, dans sa scène finale. Plus tard, l'actrice les a coupés avec grand renfort de publicité car les femmes travaillant dans les usines copiaient sa coiffure et leurs cheveux étaient souvent pris dans les machines[2].

- C'est l'une des premières apparitions à l'écran d'Yvonne De Carlo.

- Unique film de guerre réalisé par un spécialiste de la comédie musicale.

- Le film reçut quatre nominations aux oscars.